# Pamendanga platypes
Pamendanga platypes är en insektsart som först beskrevs av Frederick Arthur Godfrey Muir 1917.  Pamendanga platypes ingår i släktet Pamendanga och familjen Derbidae. Inga underarter finns listade i Catalogue of Life.